# IT之家
IT之家是青岛软媒建立的专业门户网站與論壇。
最初于2011年5月27日正式运行，主要為分享IT科技。后来软媒将其所属的Vista之家、Win7之家、Win8之家的内容将合并至IT之家中，并开发了Android，IOS，Windows Phone，Windows 10 UWP客户端和微信小程序。现下属Win10之家，Win7之家，Win8之家，Vista之家，辣品等多个子网站均匯入，發展成為新聞門戶網站，还开发了旗鱼浏览器等软件。

## 服务
IT业界新闻、科技新聞、科學發展、電動車消息，讀者投稿，电子设备评测，论坛，广告推广等。

## 迁移事件
2016年10月26日，IT之家CEO张凯（网名“刺客”）发表公告称无法继续忍受阿里云的超售和服务中断等问题，且已因此整体迁移到百度云平台，阿里云方面随后发表道歉信，但侧面提及，网站的性能要考虑到系统架构和云的特性，应该避免单点设计。
虽然刺客在公告中称，IT之家采用微软的.NET和SQL Server数据库架构，国内大多云服务都被筛掉，也因为域名备案和国内线路的特殊性排除了外企云平台。但网友在评论中提出，.NET架构没有任何问题，是阿里云的服务问题，因为微软很多服务都采用.NET架构。

## 評論區整改並一度被關停
IT之家新聞的評論區過去以暢所欲言著稱，除了以手機型號與地域歧視等引戰不當言論，裡面有些內容出现反动，敏感性政治错误，涉黄，侮辱国家领导人等嚴重违法信息。因此在2020年中期，以孟凡利市长为首的青岛市人民政府成立了特别调查小组，与青岛市多个部门联合对软媒及其旗下网站IT之家展开了一系列的调查，指獲報一些用户内容出现严重违规，评论区被上级勒令關閉一个月，圈子关停到整改彻底后才可予以开通。
IT之家經過數個月後發文章回顧「喝茶」狀況，表示當時上面的整改甚至要求网站需要停業，经过积极配合和努力争取，才勉強活了下来。但是根据主管部门要求，留言區平台主体责任不容有失等警告下，首先要全面落实评论区發言内容「审核正規」机制，同時針對那些「历史评论」内容，也要求他們定期对一些做出清理，雖然被禁止回想是因為都能理解的一些目的之緣故，但是自然需要預告大家，那些珍貴的討論必須被刪除的問題，但是公司不得不表示相當遺憾，團隊表示對於一定時間後將會修訂網路記憶這塊要求，需採取嚴格處置（隨後更改為保留熱門評論，但最後仍被撤銷，目前無法保留時事）。